# Sassu - Cirras
Sassu - Cirras este o arie protejată (arie specială de conservare — SAC, sit de importanță comunitară — SCI) din Italia întinsă pe o suprafață de 251 ha, din care 27 % marine.

## Localizare
Centrul sitului Sassu - Cirras este situat la coordonatele 39°50′31″N 8°33′23″E / 39.841944°N 8.556389°E.

## Înființare
Situl Sassu - Cirras a fost declarat sit de importanță comunitară în iunie 1995 pentru a proteja 10 specii de animale. Situl a fost protejat și ca arie specială de conservare în august 2019.

## Biodiversitate
Situată în ecoregiunea mediteraneană, aria protejată conține 9 habitate naturale: Dune de pe litoral fixate cu Crucianellion maritimae, Dune cu vegetație ierboasă Malcolmietalia, Vegetație anuală la limita mareei, Pășuni mediteraneene udate de apa mării (Juncetalia maritimi), Dune mobile de-a lungul țărmului cu Ammophila arenaria („dune albe”), Straturi cu Posidonia (Posidonion oceanicae), Stepe sărăturate mediteraneene (Limonietalia), Galerii și tufărișuri riverane sudice (Nerio-Tamaricetea și Securinegion tinctoriae), Dune mobile cu vegetație embrionară.
La baza desemnării sitului se află mai multe specii protejate de  păsări (10): Alectoris barbara, fâsă-de-câmp (Anthus campestris), egretă mare (Ardea alba), ciocârlie-cu-degete-scurte (Calandrella brachydactyla), caprimulg (Caprimulgus europaeus), prundăraș de sărătură (Charadrius alexandrinus), erete de stuf (Circus aeruginosus), erete cenușiu (Circus pygargus), ciovlica roșcată (Glareola pratincola), ciocârlie de bărăgan (Melanocorypha calandra)
Pe lângă speciile protejate, pe teritoriul sitului au mai fost identificate 4 specii de plante, 29 de specii de păsări, 2 specii de amfibieni, 4 specii de reptile.